# Tandlösa gälsalamandrar
Tandlösa gälsalamandrar (Sirenidae) är en familj i ordningen stjärtgroddjur (Caudata) som förekommer i sydöstra USA och norra Mexiko. Metamorfosen avslutas inte av familjens medlemmar och de blir redan könsmogna som larv (jämför neoteni). Dessa groddjur utvecklar inga bakre extremiteter. Upphittade fossil från denna familj är upp till 130 miljoner år gamla.
Tandlösa gälsalamandrar liknar ålfiskar i utseende och har ett reducerat skelett. Förutom de bakre extremiteterna saknar de bäcken och överkäksben. Vuxna individer har tre par gälar samt lungor. Arterna når en kroppslängd mellan 25 och 95 centimeter. De saknar tänder men har ett slags knivsegg av hornämne i munnen. Arter i släktet Siren har fyra fingrar och medlemmar i släktet Pseudobranchus bara tre fingrar vid de främre extremiteterna. Dessutom utbildar vuxna individer av släktet Siren en grövre hud som ger individen möjligheten att lämna vattnet tillfälligt. Tandlösa gälsalamandrar har sina gälar under hela livet men de andas även luft.
Födan utgörs huvudsakligen av maskar, små snäckor, räkor och alger.

## Systematik
- Siren
  - Armsalamander S. lacertina
  - Mindre siren S. intermedia
- Pseudobranchus
  - P. axanthus
  - P. striatus